# Väter der Klamotte
Väter der Klamotte ist eine Sendereihe, die größtenteils stumme Kurzfilmkomödien der 1910er- und 1920er-Jahre mit neuen, von Hanns Dieter Hüsch oder Hans-Michael Rehberg gesprochenen deutschsprachigen Kommentaren und Dialogen präsentierte, mitunter auch Tonkurzfilme aus den 1930er- und 1940er-Jahren. Sie wurde vom 5. Oktober 1973 bis zum 31. Mai 1986 im ZDF ausgestrahlt. Insgesamt wurden 199 Folgen der Serie produziert.

## Allgemeines zur Serie
In den einzelnen Filmepisoden kommentierte der Kabarettist Hüsch das Geschehen der Stummfilme, die überwiegend in den Studios von Mack Sennett, Hal Roach und Al Christie sowie bei Vitagraph entstanden waren. Sie zeigten die damals bekannten Stars Charley Chase, Snub Pollard, Billy Bevan, Ben Turpin, Larry Semon, Bobby Vernon und Jack Duffy, ebenso Stan Laurel und Oliver Hardy und vereinzelt Charlie Chaplin in den Anfängen ihrer Karriere. Auch bei den seltener verwendeten Tonkurzfilmen von Roach und RKO (u. a. mit Charley Chase, Edgar Kennedy und Leon Errol) wurden zusätzlich zu den synchronisierten Dialogen Hüsch-Kommentare eingefügt (wobei Hüsch bei Charley Chase nur zweimal zum Einsatz kam, die restlichen Chase-Folgen erhielten überleitende Kommentare, die von Ernst Hilbich gesprochen wurden). Für die Serie zeichneten Heinz Caloué, Gert Mechoff und Eberhard Storeck verantwortlich.
Der Vor- und Abspann der Serie bestand aus zusammengeschnittenen Slapstickszenen diverser Komödien, u. a. aus den Kurzfilmen Manhattan Monkey Business (1935), A Night in the Show (1915), Knight Duty (1933), The Jolly Jilter (1927), Crazy to Act (1927), A Prodigal Bridegroom (1926), The Dare-Devil (1923), Whispering Whiskers, Wandering Willies, Circus Today, Masked Mamas (alle 1926) und The Play House (1921). Für den Abspann wurde u. a. auch der Langfilm Jitterbugs von 1943 verwertet; in der Schluss-Szene purzelt der Komiker Andy Clyde aus einer Art Schaltschrank (aus Super-Hooper-Dyne Lizzies, 1925), woraufhin auf einen mit Spaghetti bedeckten Billy Gilbert geschnitten wurde (aus The Nickel Nurser, 1932), dem man den Ausruf „Schöööööön!“ in den Mund legte.
Die Titelmusik, komponiert von Quirin Amper Jr. und Fred Strittmatter, begann mit den Zeilen „Guten Abend, liebe Gäste, wir erfreuen euch aufs Beste. Mit Klamotten, Komödianten, die schon unsre Väter kannten“. Die musikalische Aufbereitung erfolgte durch Jiří Kanzelsberger. Die kurzen Folgen der Serie hatten einen gekürzten Vorspann, bei dem kein Text mehr gesungen, sondern die Titelmelodie mit einem Saxophon gespielt wurde. Der Abspann blieb derselbe. Neben Hanns Dieter Hüsch wurden diese Folgen auch von dem Kabarettisten Hans Jürgen Diedrich kommentiert.
Anfang der 1980er-Jahre wurden einige der Kurzfilme neu bearbeitet und innerhalb der Serie „Meisterszenen der Klamotte“ gezeigt. 1984 und 1985 wurden vom ZDF nochmals 20 neue 25-minütige Folgen gezeigt, in denen einige Stummfilme von Männer ohne Nerven neu bearbeitet wurden. Eine Besonderheit ist die Folge „Gangstern auf der Spur“ mit Bobby Vernon und Jack Duffy, in der eine Folge der Väter der Klamotte von 1978 nochmals bearbeitet wurde.
Mitte der 1980er-Jahre wurde Väter der Klamotte von PKS/Sat.1 in „Es darf gelacht werden“ umbenannt und es wurden fast alle Folgen gezeigt. Bei einer weiteren Wiederholung von Sat.1 im Jahr 1992 hieß die Sendung dann wieder „Väter der Klamotte“, in der allerdings nur einige ausgewählte Folgen mit Teamfilmen von Stan Laurel und Oliver Hardy bzw. Folgen mit Charley Chase oder Billy West, in denen Hardy eine Nebenrolle spielte, gezeigt wurden.

## Sonstiges
Oft wurde nach „Väter der Klamotte“ die Sendereihe „Männer ohne Nerven“ mit einem ähnlichen Konzept ausgestrahlt. Auch die Hintergrundmusik während der einzelnen Szenen wurde teilweise von „Spaß mit Charlie“ sowie von „Dick und Doof“ übernommen.
Ein Vorläufer der Serie „Väter der Klamotte“ war die Sendereihe „Es darf gelacht werden“ mit Moderator Werner Schwier (der in seiner Sendung immerhin die Stummfilmgrößen Buster Keaton und Harold Lloyd als Gäste begrüßen konnte), welche zuerst am 14. Mai 1961 im zweiten Programm der ARD ausgestrahlt wurde.
Kritiker sehen in den kalauernden Texten Hüschs ein typisches Beispiel für die Verfälschung von Filmen durch die Synchronisation, wie sie vor allem in den 1970er-Jahren in Deutschland oft üblich war („Schnodderdeutsch“). Diese Praxis war international verbreitet, und erst nach den Einsprüchen von Filmhistorikern wurden die Filme – vor allem dank neuer DVD-Editionen seit Ende der 1990er-Jahre – restauriert und in ihren ursprünglichen Versionen zugänglich gemacht. Ähnliches gilt für die Bildfrequenz, mit der die Filme abgespielt wurden: Die meisten der verwendeten Filme waren ursprünglich mit 16 Bildern pro Sekunde aufgenommen worden, durch das Abspielen mit dem später üblichen Standard von 24 Bildern/Sekunde wirken sie zwar zusätzlich komisch, dem ursprünglichen Erscheinungsbild der Filme entsprechen die ruckartigen und hektischen Bewegungen der Schauspieler aber nicht.
Eine Parodie auf „Väter der Klamotte“ war Bestandteil der ZDF-Comedy-Sendung „Sketch History“. Unter dem Titel „Väter der Granate“ wurden darin Slapstick-Stummfilme über Adolf Hitler als Soldat im Ersten Weltkrieg gezeigt.

## DVD-Veröffentlichung
Vom Label Fernsehjuwelen wurde am 6. März 2025 eine Gesamtedition mit den 199 Episoden auf 20 DVDs (4380 Minuten) veröffentlicht.